# Gurkarpo Ri
 (avril 2018).
Le Gurkarpo Ri est un sommet situé à la frontière de Népal et la Chine en Himalaya. Il culmine à 6 889 mètres d'altitude.

## Histoire
Il y a eu cinq tentatives avant la première ascension. En 1993 une expédition coréenne atteint 6 100 mètres d'altitude. En 1998, une expédition japonaise arrive à 6 150 mètres. En 1999, une expédition allemande effectue également une tentative, puis des expéditions coréennes à l'hiver 2001 et en 2003.
Le 1er novembre 2007 une expédition française atteint le sommet ; elle est composée de Pierre-Olivier Dupuy, Marc Kia, Jean-François Males et Paolo Grobel.